# Рено, Луи (юрист)
Луи Рено (фр. Louis Renault; 21 мая 1843 — 8 февраля 1918) — французский юрист, лауреат Нобелевской премии мира за 1907 год совместно с Эрнесто Монета.

## Биография
Луи Рено родился в 1843 году в Отёне (Франция). В 1861 году получил степень бакалавра по литературе в Дижонском университете, а с 1868 по 1873 годы работал в нём преподавателем римского и торгового права. C 1873 года работал на юридическом факультете Парижского университета, где в 1881 году стал профессором международного права. В 1890 году был назначен юрисконсультом в Министерство иностранных дел. На этом посту он не раз представлял Францию на международных встречах, в том числе на двух Гаагских конференциях (1899 и 1907) и на Лондонской морской конференции (1908—1909).
Будучи авторитетным членом Международного третейского суда, Рено часто привлекался к разрешению споров, среди которых были дело о японских налогах (1905), касабланское дело (1909), дело Саваркара (1911) и другие.
В 1907 году Рено совместно с Эрнесто Монета стал лауреатом Нобелевской премии мира «как подлинный гений международного права во Франции». Также был удостоен Ордена Почётного легиона — высшей награды Франции.
Скончался он в 1918 году в своём загородном доме близ Парижа.